# Eutelsat 12 West B
Eutelsat 12 West B war ein Fernsehsatellit der European Telecommunications Satellite Organization (Eutelsat) mit Sitz in Paris.
Der Satellit wurde 2001 unter dem Namen Atlantic Bird 2 gestartet. Als Eutelsat am 1. März 2012 das Bezeichnungssystem der Satelliten änderte, erhielt er gemäß seiner Orbitalposition 8° West den Namen Eutelsat 8 West A. 2015 wurde er von Eutelsat 8 West D abgelöst und nach 12,5 Grad West verschoben und bekam den Namen Eutelsat 12 West B. Im Oktober 2020 wurde der Satellit in einen Friedhofsorbit gebracht und deaktiviert.

## Empfang
Der Satellit hat 3 Footprints:
- Europa-Beam mit Nordafrika, Russland und arabischer Halbinsel
- Rotes-Meer-Spotbeam
- Amerika

Die Übertragung erfolgt im Ku-Band.
Nach dem Abzug von drei Transpondern des jordanischen Unternehmens Noorsat im Oktober 2013 sind in Europa nur noch drei belgische Radiosender regulär empfangbar. Dazu kommt die Nutzung für Feeds.